# Leonti Nikolajewitsch Benois

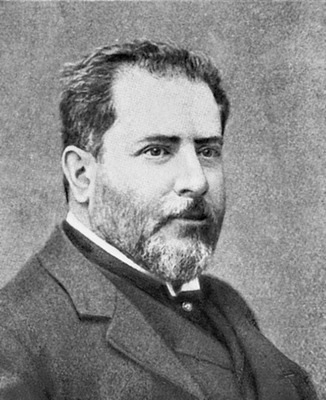
Leonti Nikolajewitsch Benois

Leonti Nikolajewitsch Benois, auch Léon Benois (russisch Лео́нтий Никола́евич Бенуа/Leonti Nikolajewitsch Benua; * 11. Augustjul. / 23. August 1856greg. in Peterhof; † 8. Februar 1928 in Leningrad), war ein russischer Architekt, Kunstlehrer und Hochschulrektor. Sein Werk ist größtenteils dem Klassizismus zuzuordnen.

## Leben

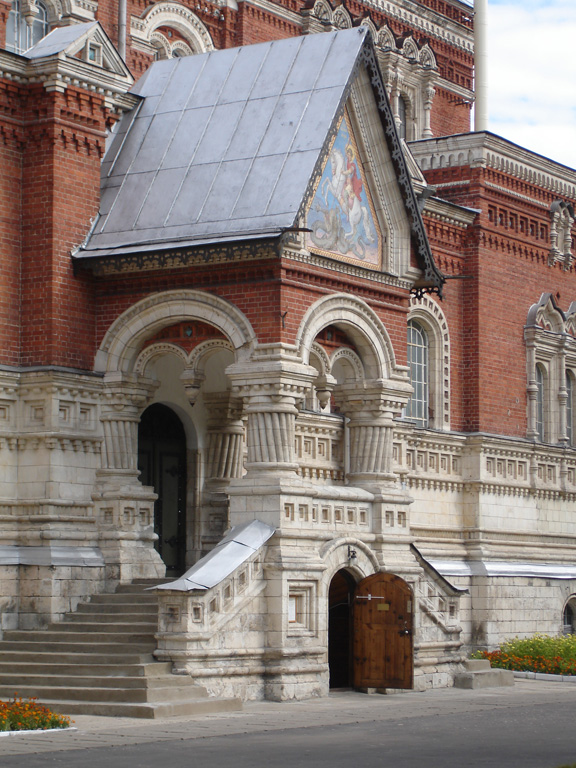
Eingang zur 1892 bis 1902 erbauten Georgskathedrale

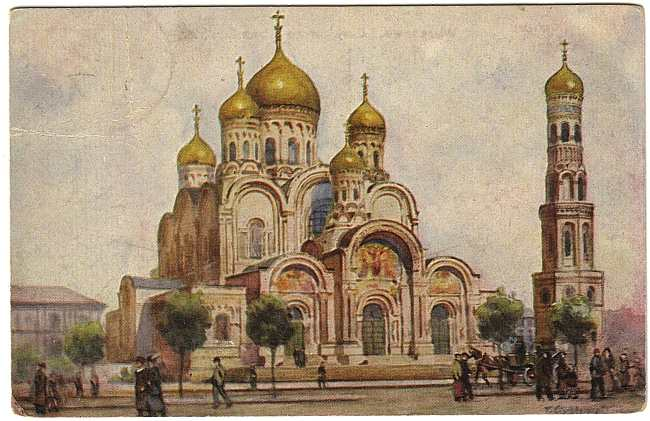
Alexander-Newski-Kathedrale in Warschau

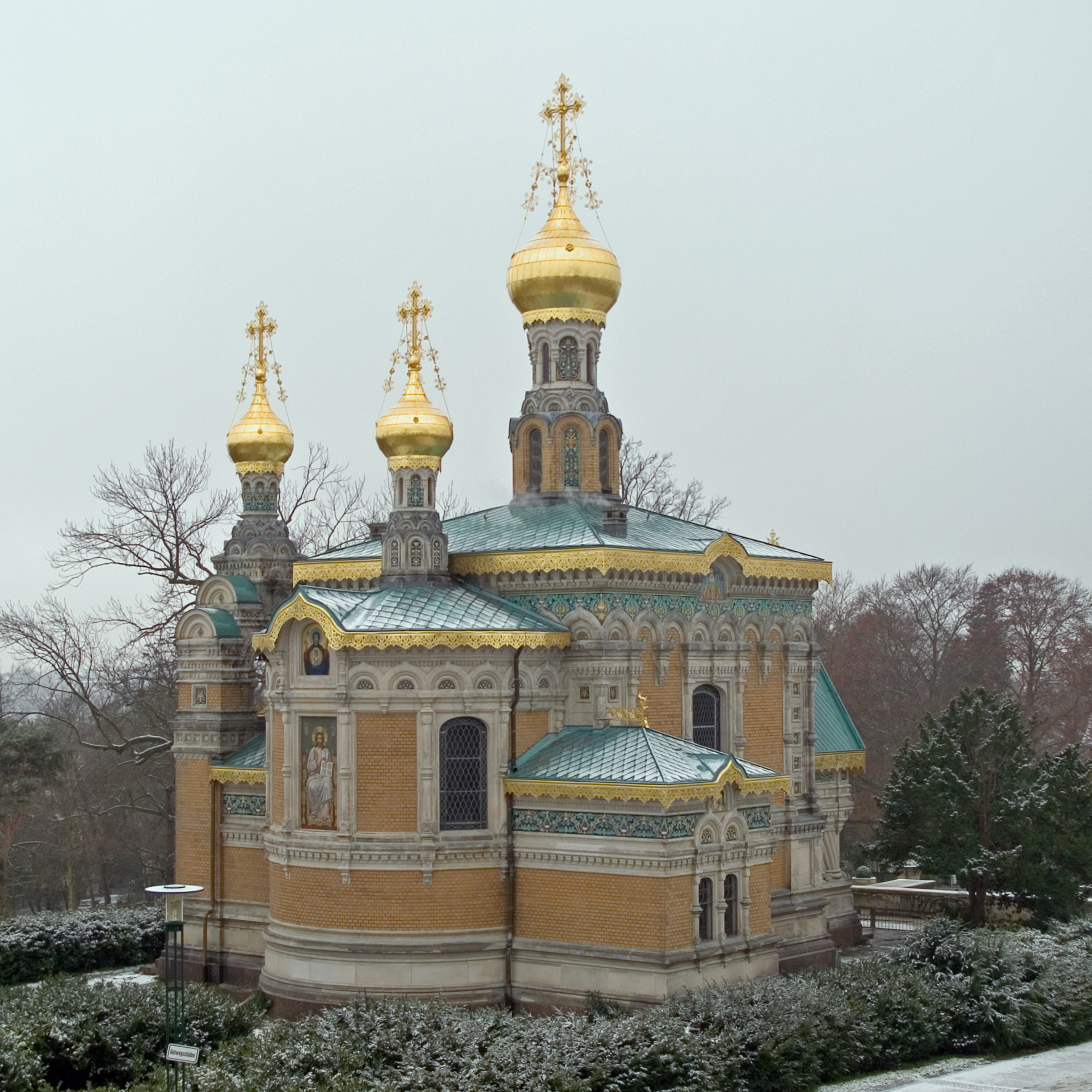
Russische Kapelle in Darmstadt

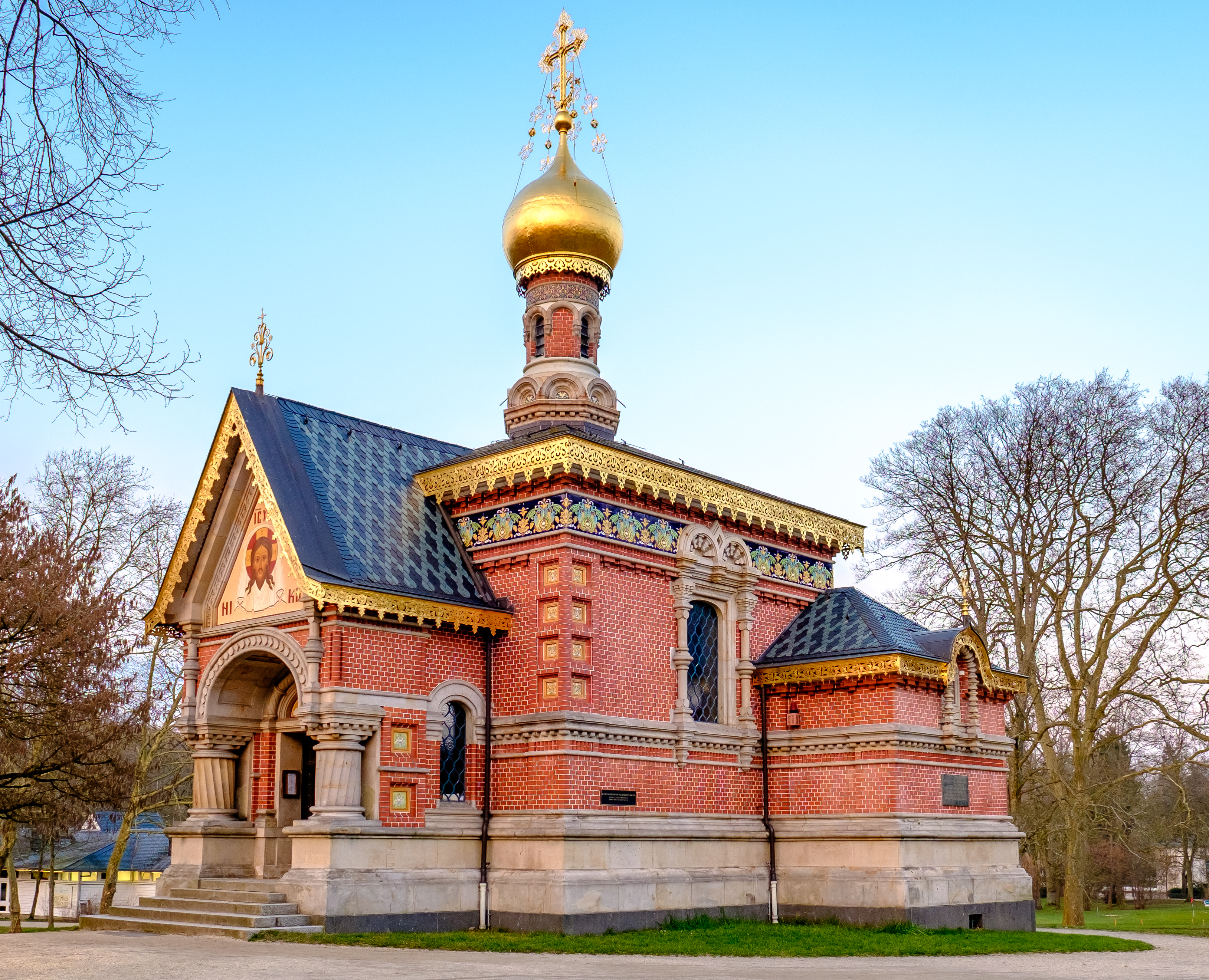
Russische Kapelle in Bad Homburg vor der Höhe

Benois ist der Sohn des französischstämmigen russischen Architekten und Künstlers Nikolai Leontjewitsch Benois (1813–1898) und seiner Gattin Camilla Cavos (1829–1891), Tochter des Architekten italienischer Abstammung Albert Katarinowitsch Cavos (1800–1863). Er wuchs in einer kosmopolitischen, kunstsinnigen Familie auf und studierte, so wie sein älterer Bruder, der spätere Architekt und Aquarellist Albert Nikolajewitsch Benois (1852–1936) an der Kaiserlichen Akademie der Künste Sankt Petersburg. Sein jüngerer Bruder, der spätere Maler, Grafiker, Bühnen- und Kostümbildner, Kunsthistoriker und Kunstkritiker Alexander Nikolajewitsch Benois (1870–1960) absolvierte zwar ein Studium an der Fakultät der Rechtswissenschaften der Sankt-Petersburger Universität, ließ sich daneben aber von Albert Nikolajewitsch in der Malerei unterweisen.
Nachdem Leonti Benois im Jahr 1879 sein Kunststudium mit Diplom abgeschlossen hatte, trat er als Lehrer in die Zeichenschule der Gesellschaft zur Förderung von Künstlern ein (1879–1884), wechselte später an die Fachhochschule für Bauingenieurwesen (1884–1892) und wurde schließlich 1892 an die Kunstakademie berufen. In den Jahren von 1892 bis 1895 gab er die Architekturzeitschrift „Sodtschi“ („Зодчий“) heraus. Die Akademie der Künste ernannte ihn zum Rektor der Kunsthochschule (1903–1906 und 1911–1917).
1914 verkaufte er das als Madonna Benois berühmt gewordene Gemälde der „Madonna mit Blume“ von Leonardo da Vinci an den Zaren für die Eremitage (Sankt Petersburg).
Leonti Nikolajewitsch Benois starb im Jahr 1928 in Sankt Petersburg. Er ruht dort auf dem Wolkowo-Friedhof im Bereich des sogenannten „Literatenweges“ (Literatorskie mostki), wo bereits sein Vater Nikolai Leontjewitsch Benois und sein Schwiegervater Albert Katarinowitsch Cavos bestattet worden waren.
Seine Tochter, die Malerin, Buchillustratorin, Bühnenbildnerin und Kostümzeichnerin Nadeschda Leontjewna Benois (1896–1975), genannt Nadja, heiratete den deutschen Diplomaten und Geheimagenten des MI5 Jona von Ustinov. Ihr gemeinsamer Sohn war Peter Ustinov.

## Werk
Benois errichtete neben zahlreichen Wohnhäusern zwei Versicherungs- und ein Bankgebäude in Sankt-Petersburg, des Weiteren
- 1886–1889: die Kaiserliche Chorkapelle, heute Akademische Glinka-Chorkapelle oder kurz Glinka-Kapelle, Sankt Petersburg[1]
- 1894–1912: die Alexander Newski-Kathedrale, Warschau
- vor 1896: die Russische Kapelle, Bad Homburg vor der Höhe
- 1897–1899: die Russische Kapelle, Darmstadt
- 1906–1908: die Großfürstliche Gruft für die Gräber der großfürstlichen Familien, Kathedrale Peter und Paul, Sankt Petersburg (gemeinsam mit David Grimm und Antony Tomishko)
- 1908–1910: die Petschatny dwor-Druckerei, Sankt Petersburg
- 1912: eine Ausstellungshalle für das Museum Alexanders III., heute ein Corpus Benua genannter Flügel des Russischen Museums am Gribojedow-Kanal, Sankt Petersburg (in Zusammenarbeit mit S.O. Owsjannikow)
- 1914–1916: Gebäude der Sankt Petersburger Konto und Kreditbank in Kiew
- ????: das Ott Institut der Geburtshilfe und Gynäkologie oder Ott-Krankenhaus der Russischen Akademie der Wissenschaften
- ????: ein Gebäude für das Ministerium des Auswärtigen Amtes in Moskau

Er lieferte ferner Großfürst Nikolai Michailowitsch Romanow einen Entwurf für dessen Schloss in Likani bei dem Kurbad Bordschomi in Georgien (Bordschomi-Charagauli-Nationalpark).

## Schüler
In chronologischer Reihenfolge der Geburtsjahre:
- Wladimir Alexandrowitsch Pokrowski (1871–1931), russischer Architekt
- Oskar Rudolfowitsch Munz (1871–1942), russischer Architekt, Lehrer und Architekturtheoretiker
- Marian Marianowitsch Peretjatkowitsch (1872–1916), russischer Architekt
- Iwan Alexandrowitsch Fomin (1872–1936), russischer Architekt
- Alexei Wiktorowitsch Schtschussew (1873–1949), rumänisch-russischer Architekt
- Wladimir Alexejewitsch Schtschuko (1878–1939), russischer Architekt und Designer
- Alexander Iwanowitsch Dmitrijew (1878–1959), russischer Architekt
- Nikolai Jewgenjewitsch Lansere (1879–1942), russischer Architekt, Grafiker, Kunsthistoriker und Lehrer
- Lew Wladimirowitsch Rudnew (1885–1956), russischer Architekt
- Jakow Georgijewitsch Tschernichow (1889–1951), russischer Architekt
- Wladimir Georgijewitsch Helfreich (1885–1967), russischer Architekt und Hochschullehrer

## Museum der Familie Benois
In einem Nebengebäude östlich des Sommerpalastes Peterhof, in dem früher Hofdamen wohnen, zeigt das im Jahr 1988 eröffnete Benois-Familienmuseum (Musej Semij Benuain) Werke und Dokumente zur Geschichte der weitverzweigten Künstlerfamilie, aus der Architekten, Maler und Bühnenbildner hervorgingen.